# Tatsuya Mochizuki
Tatsuya Mochizuki (japanisch 望月 達也 Mochizuki Tatsuya; * 20. April 1963 in der Präfektur Shizuoka) ist ein  ehemaliger japanischer Fußballspieler und -trainer.

## Karriere

### Spieler
Mochizuki erlernte das Fußballspielen in der Schulmannschaft der Shimizu Higashi High School. Seinen ersten Profivertrag unterschrieb er 1982 beim niederländischen Verein HFC Haarlem. 1986 wechselte er zunächst zu Telstar 1963, bevor er im selben Jahr von Yamaha Motors als Spieler verpflichtet wurde. Mit diesem Verein gewann er in der Saison 1987/88 die japanische Meisterschaft. Insgesamt absolvierte er 28 Erstligaspiele, bevor er Ende 1990 seine Karriere als Fußballspieler beendete.

## Erfolge
Yamaha Motors
- Japan Soccer League

Meister: 1987/88
- JSL Cup

Finalist: 1989
- Kaiserpokal

Finalist: 1989